# Église San Canciano
San Canciano est une église catholique de Venise, en Italie.

## Histoire
L'église de San Canciano ou San Canziano est une petite église dans le quartier de Cannaregio à Venise.
L'église aurait été fondée en l'an 864 lorsque les citoyens de la ville d'Aquilée ont fui vers les îles de la lagune de Venise pour éviter les hordes barbares. Elle a été l'une des églises sous la juridiction du patriarche de Grado, qui a vécu à Venise. Elle est dédiée aux deux frères Canziano, Canzio et une sœur Canzianilla qui ont été martyrisés pour leur foi en 304 à Aquilée. L'église a été presque entièrement reconstruite au XIVe siècle et consacrée par l'évêque de Jesolo, Marco en 1351.
Un réaménagement au début du XVIIIe siècle a été effectué par Antonio Gaspari. La façade a pu être rénové en 1706 grâce à la donation du paroissien Michele Tommasi. Le Campanile date pour 1532. Le plafond de la nef a été rénové au milieu des années 1700 par Giorgio Massari.

## Description
Les quatre autels sont dédiés à la Madone et on peut observer des toiles de Giuseppe Angeli et Bartolomeo Letterini. Le sculptural riche et la riche décoration en stuc a été fourni par la famille Widmann. Clemente Molli a sculpté la statue de saint Maxime, premier évêque de Cittanova en Istrie. Dans le chœur, on peut voir le retable qui dépeint la gloire des martyrs Canzio, Canziano, et Canzianilla attribuée à Paolo Zoppo. On peut y voir une peinture de l'Étang Probatique et de la multiplication des pains par Domenico Zanchi.
La chapelle est dédiée à saint Venerando, elle contient un retable de la Vierge et de saint Philippe Neri confectionné par Nicolas Régnier. L'Autel de la Vierge Immaculée a été financé par Flaminio Corner en 1735.

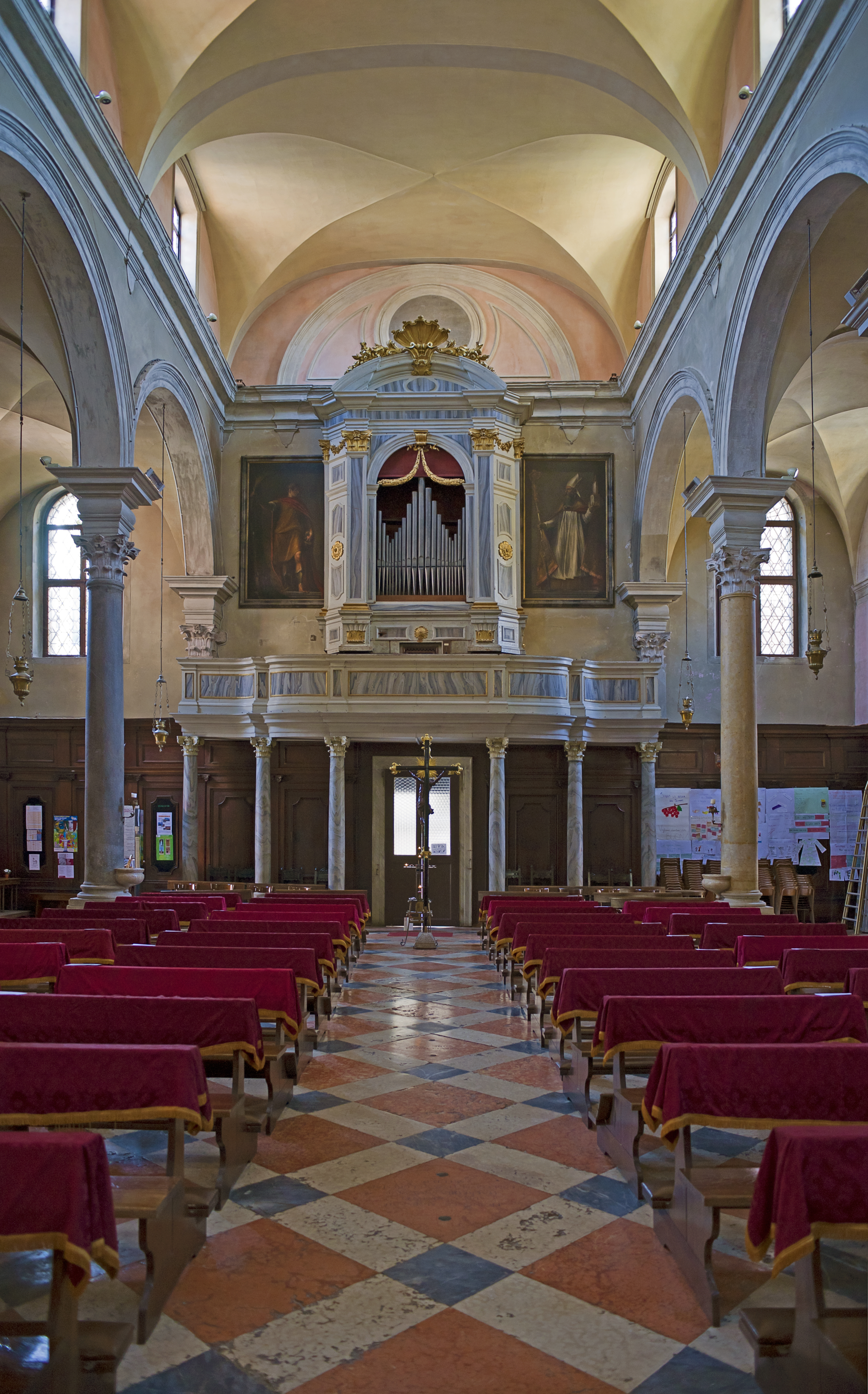
Orgue de San Canciano
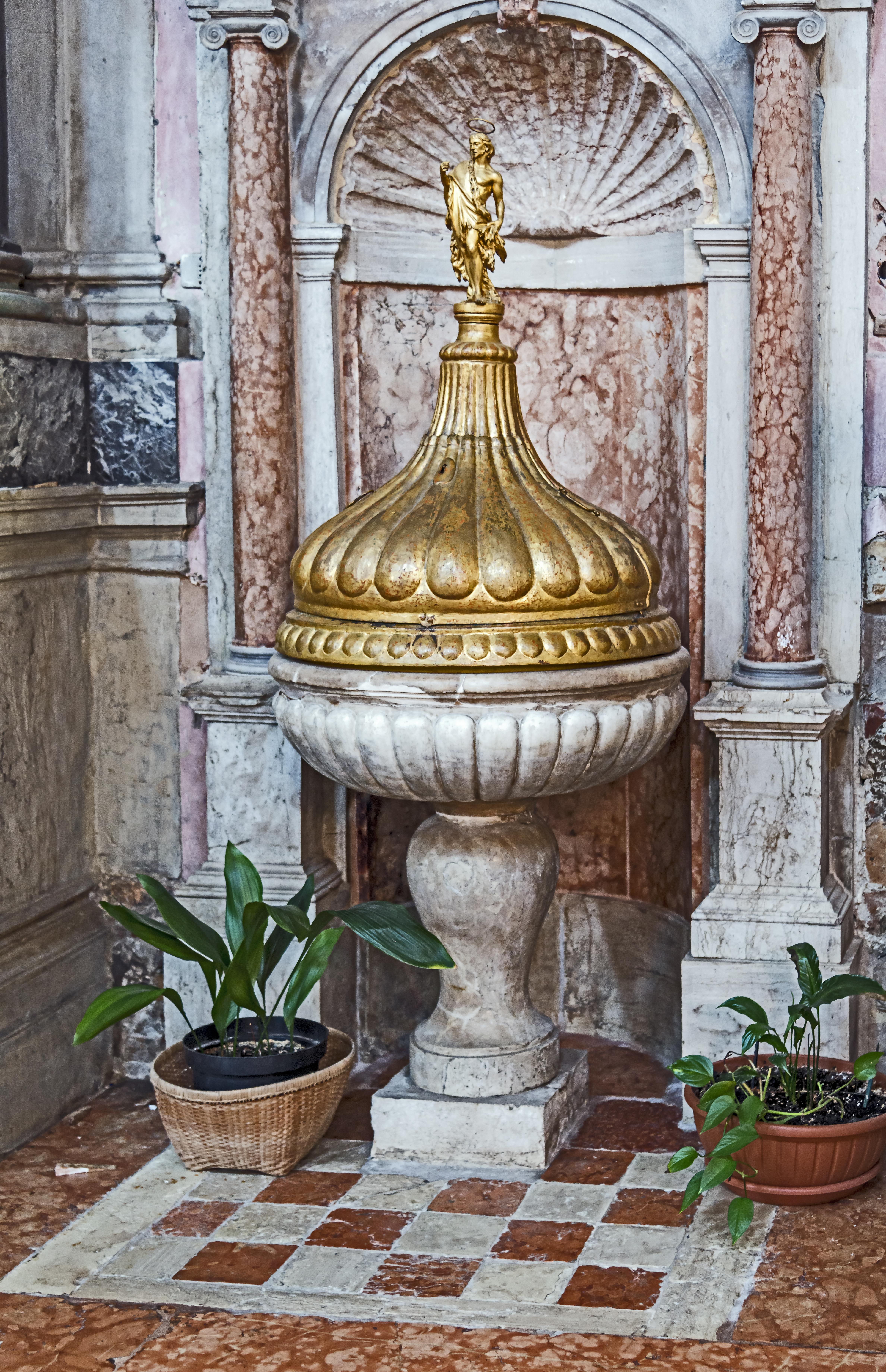
Les fonts baptismaux